# 沃库拉县
沃库拉县（英語：Wakulla County）是美国佛罗里达州西部的一個縣，面積1,906平方公里。根據美国人口普查局2020年統計，共有人口33,764人。縣治克劳福德维尔（Crawfordville）。1843年3月11日置縣，縣名來自提默瓜語，意思是「神秘的水」或「泉水」，指的是沃库拉泉。